# Cliffe Woods
Cliffe Woods är en ort i grevskapet Kent i sydöstra England. Orten ligger i enhetskommunen Medway på halvön Hoo, cirka 5 kilometer norr om Rochester. Tätorten (built-up area) hade 2 691 invånare vid folkräkningen år 2021.